# 1959-es magyar asztalitenisz-bajnokság
Az 1959-es magyar asztalitenisz-bajnokság a negyvenkettedik magyar bajnokság volt. A bajnokságot február 27. és március 1. között rendezték meg Budapesten, a Nemzeti Sportcsarnokban.

## Eredmények
| Versenyszám  | Arany                                                              | Arany | Ezüst                                                                         | Ezüst | Bronz | Bronz |
| ------------ | ------------------------------------------------------------------ | ----- | ----------------------------------------------------------------------------- | ----- | --- | ----- |
| Férfi egyéni | Berczik Zoltán Vasútépítő Törekvés                                 |       | Gyetvai Elemér Egyetértés SC                                                  |       | Pigniczki László Bp. SpartacusFöldy László Bp. Vörös Meteor                                                                     |       |
| Női egyéni   | Kóczián Éva Bp. Vörös Meteor                                       |       | Lantosné Farkas Gizella Bp. Vörös Meteor                                      |       | Máthé Sára Ferencvárosi TCMossóczy Lívia Ferencvárosi TC                                                                        |       |
| Férfi páros  | Földy László, Berczik Zoltán Bp. Vörös Meteor, Vasútépítő Törekvés |       | Pigniczki László, Halpert Tamás Bp. Spartacus                                 |       | Péterfy Miklós, Bubonyi Zoltán Bp. Vörös Meteor, Vasútépítő TörekvésSidó Ferenc, Gyetvai Elemér Bp. Vörös Meteor, Egyetértés SC |       |
| Női páros    | Kóczián Éva, Mossóczy Lívia Bp. Vörös Meteor, Ferencvárosi TC      |       | Lantosné Farkas Gizella, Máthé Sára Bp. Vörös Meteor, Ferencvárosi TC         |       | Mezei Éva, Koltai Lajosné VM KözértMarosvölgyi Éva, Kárpáti Rózsi Külker SC                                                     |       |
| Vegyes páros | Földy László, Kóczián Éva Bp. Vörös Meteor                         |       | Berczik Zoltán, Lantosné Farkas Gizella Vasútépítő Törekvés, Bp. Vörös Meteor |       | Csender Jenő, Kárpáti Rózsi Egyetértés SC, Külker SCGyetvai Elemér, Máthé Sára Egyetértés SC, Ferencvárosi TC                   |       |